# Instruments musicals xinesos

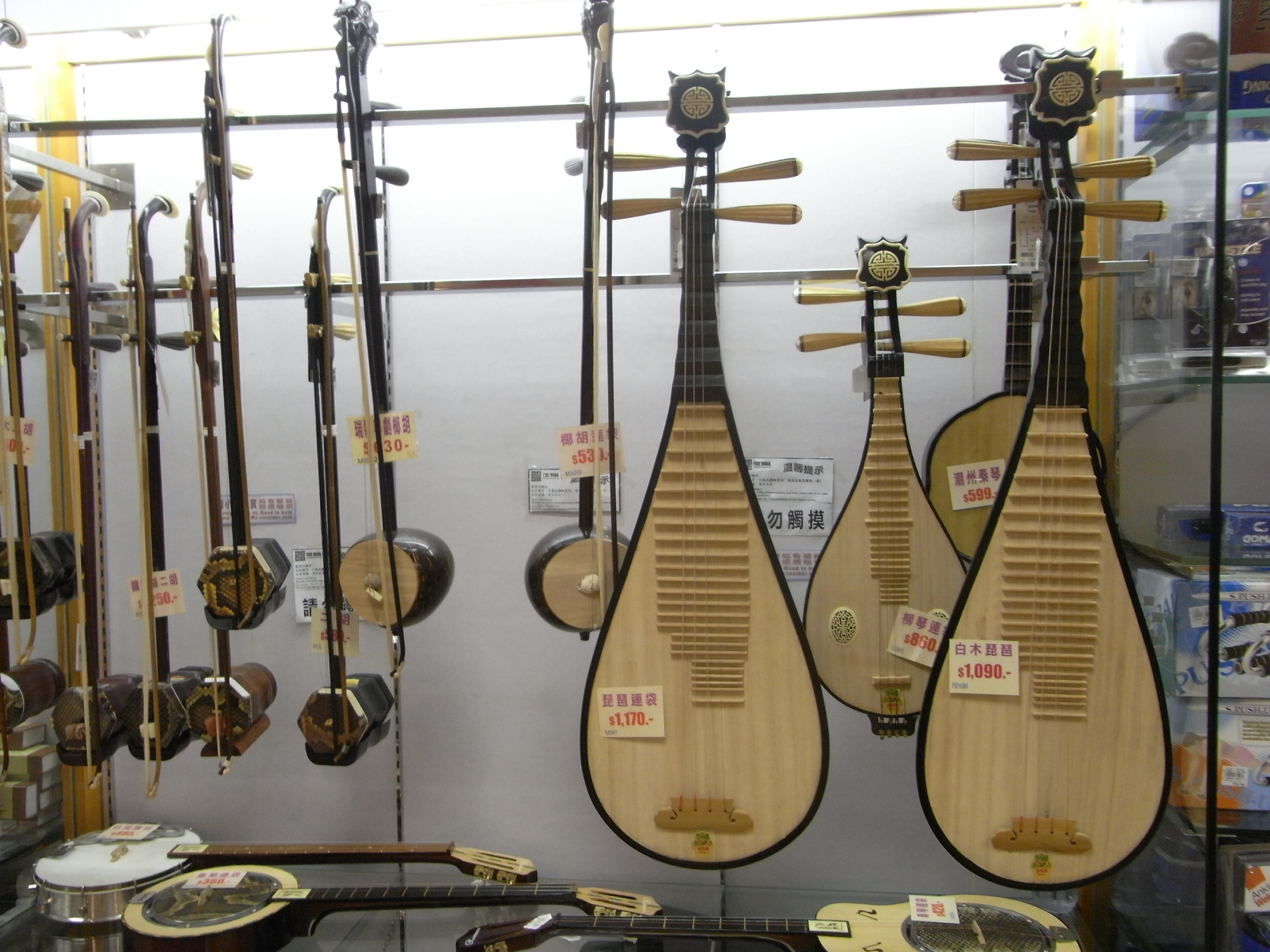
Instruments musicals xinesos

Els instruments musicals xinesos va nàixer de la música oriental, la qual té uns 3.000 anys de tradició i un sistema propi de notació i afinació, tipus de gèneres musicals i instruments gairebé desconeguts a la cultura occidental.
Entre els principals instruments musicals xinesos es poden destacar els següents:
- El xun: És un dels més antics, amb més de 7.000 anys d'antiguitat. És una mena d'ocarina sense bisell i de forma ovoidal o ovalada.
- La pipa: Es creu que aquesta mena de llaüt va arribar a la Xina procedent de Pèrsia a través de la Ruta de la Seda entre les dinasties Hang i Tanhg. És un instrument extremadament expressiu i ric en matisos, però que requereix un gran virtuosisme. La pipa té quatre cordes i es fan sonar mitjançant el pinçament d'aquestes amb les ungles. L'instrument conté dos tipus de trasts: els que hi ha al màstil i els que hi ha a la tapa harmònica, entre 19 o 20. La caixa de ressonància té forma de mitja pera. La longitud total de l'instrument oscil·la entre 90 i 100 cm. Els intèrprets d'aquest instrument el col·loquen en posició vertical sobre les cames i arribant a tocar-se l'orella esquerra amb les clavilles. Una de les intèrprets més virtuoses d'aquest instrument és Liu Fang.
- L'erhu: "instrument bàrbar de dues cordes" rep aquest nom quan va ser importat de l'Àsia central durant la Dinastia Tang (s. viii-x). Està format per dues cordes metàl·liques o de seda i una caixa de ressonància hexagonal recoberta amb una pell de serp. Aquest instrument no s'ha desenvolupament plenament fins a l'establiment de la República Popular de la Xina. El so de l'instrument s'aconsegueix movent horitzontalment un arc entre les dues cordes, mentre l'intèrpret està assegut amb l'instrument col·locat en posició vertical sobre la cama esquerra. Té una extensió de tres octaves. Liu Tian-Hua és el solista més conegut d'aquest instrument.
- El yangqin: prové del santour persa. Va arribar a la Xina al segle xvi. És un instrument de corda percudida. El formen una caixa de ressonància trapezoïdal i dues o més files de ponts amb un mínim de set ponts per fila entre els que es col·loquen cordes dobles o triples. El yangqin es percudeix amb dues baquetes de bambú de la mateixa mida dels estris utilitzats per menjar (reben el nom de qinzhu). Virtuosos del yangqin: Vivian Xia, Cheng Hua, Eric Ho.